# مارک‌هازا
مارک‌هازا (به مجاری:  Márkháza) یک شهرداری در مجارستان است که در ناحیه شالگوتاریان واقع شده‌است. مارک‌هازا ۶٫۳۱ کیلومتر مربع مساحت و ۲۲۸ نفر جمعیت دارد.